# Les Soldats de l'espérance
Pour plus de détails, voir Fiche technique et Distribution.
Cet article concerne le téléfilm. Pour l'essai éponyme, voir And the Band Played On.
Les Soldats de l'espérance (And the Band Played On) est un téléfilm américain réalisé par Roger Spottiswoode, adapté du livre de Randy Shilts par la chaîne HBO et diffusé pour la première fois en 1993.
Il est également sorti au cinéma dans certains pays comme la France. De nombreuses célébrités participèrent à cette adaptation, parmi lesquels Matthew Modine, Phil Collins, Richard Gere, Anjelica Huston et Ian McKellen, ou encore Nathalie Baye, Lily Tomlin et Alan Alda.

## Synopsis
En 1976, épidémiologiste américain Don Francis de l'Organisation mondiale de la santé arrive dans un village sur les rives de la rivière Ebola au Zaïre et découvre que de nombreux résidents et le médecin travaillant avec eux sont morts d'une maladie mystérieuse identifiée plus tard comme la fièvre hémorragique Ebola. C'est sa première exposition à une telle épidémie, et les images des morts qu'il aide à incinérer le hanteront quand il sera plus tard impliqué dans la recherche sur le SIDA aux Centers for Disease Control and Prevention à Atlanta (CDC).
En 1981, Francis prend conscience d'un nombre croissant de décès parmi les homosexuels à Los Angeles, New York et San Francisco en raison d'une maladie pulmonaire rare, la pneumocystose, qui ne touche que les personnes dont le système immunitaire est affaibli. Il s'installe à Atlanta, où l'administrateur du CDC, le Dr. James Curran lui demande de commencer une enquête approfondie sur ce trouble immunitaire. En raison de la baisse des dépenses publiques de l'administration Reagan, il est obligé de travailler avec peu d'argent, dans un espace limité avec des équipements obsolètes.
Francis entre en contact avec la communauté gay après que lui et ses collègues ont trouvé des preuves solides que la maladie se propage par le sexe. Certains homosexuels le soutiennent, comme le militant de San Francisco Bill Kraus, tandis que d'autres expriment leur colère contre ce qu'ils considèrent comme une ingérence indésirable dans leur vie, enfin libérée, en particulier dans ses tentatives de fermer les bains de bains gays locaux. Kraus travaille à essayer de sauver la communauté gay du virus, au point que cela lui coûte sa propre relation avec son petit ami, Kico Govantes.
Francis et d'autres membres du personnel du CDC sont stupéfaits de voir que les représentants de l'industrie du sang ne sont pas disposés à faire quoi que ce soit pour tenter de mettre fin à l'épidémie du fait de pertes financières potentielles. En outre, alors que Francis poursuit sa théorie selon laquelle le SIDA est causé par un virus sexuellement transmissible, il découvre que ses efforts sont liés à la concurrence entre les scientifiques français de l'Institut Pasteur (Luc Montagnier et Françoise Barré-Sinoussi) et les scientifiques américains, en particulier Robert Gallo qui devient enragé lorsqu'il découvre que Francis a collaboré avec les scientifiques français. Ces chercheurs se disputent sur qui devrait recevoir des crédits et les éloges pour avoir découvert le virus. Pendant ce temps, le nombre de morts grimpe rapidement.
Un jour en 1984, Kraus remarque une tache sur sa cheville et s'inquiète qu'il s'agisse du sarcome de Kaposi, une maladie qui opportuniste du SIDA. Kraus rend visite à son médecin et est dévasté d'apprendre qu'il est atteint du SIDA. Govantes revient auprès de Kraus après avoir appris qu'il était malade.
Après l'annonce de la découverte du virus du SIDA, Francis soumet un plan de prévention et de guérison, bien que Curran lui ait dit qu'il ne serait jamais approuvé. Le CDC rejette la proposition comme étant trop chère et mute Francis à San Francisco.
En novembre 1985, Kraus et Govantes défilent dans une marche aux chandelles de San Francisco lorsque Kraus commence soudainement à tousser et devient trop faible pour se tenir debout. Il est conduit à l'hôpital où il éprouve des difficultés à voir et ne peut plus parler intelligiblement. Francis arrive, et en quelques minutes, les symptômes passent. Francis déplore qu'ils n’aient pu empêcher le virus de se propager et craint qu'il ne soit trop tard. Kraus dit qu'auparavant il avait peur de mourir, mais qu'il a maintenant peur pour ceux qui vivent. Kraus décède en janvier 1986.
Francis reste au CDC jusqu'en 1992, date à laquelle il part travailler à la création d'un vaccin contre le SIDA.

## Images de fin
Le film se termine par des images d'une veillée aux chandelles et de marche à San Francisco, suivies d'un montage photo de nombreuses célébrités qui sont mortes du SIDA ou ont été impliquées dans la lutte contre le VIH, accompagnées par Elton John chantant The Last Song (en). Le montage comprend :
- Bobbi Campbell
- Ryan Blanc
- Rock Hudson
- Anthony Perkins
- Tina Chow
- Rudolf Noureev
- Arthur Ashe
- Michael Bennett
- Liberace
- Freddie Mercury
- Diana, princesse de Galles
- Elizabeth Taylor
- Elizabeth Glaser
- Magic Johnson
- Larry Kramer
- Alison Gertz
- Max Robinson
- Halston
- Willi Smith
- Perry Ellis
- Peter Allen
- Steve Rubell
- Keith Haring
- Stewart McKinney
- Denholm Elliott
- Brad Davis
- Amanda Blake
- Robert Reed
- Michel Foucault
- Tom Waddell

## Commentaires
Le film décrit les débuts du SIDA depuis sa découverte en 1981 jusqu'en 1992, en reprenant à la fois les aspects médicaux, politiques et sociaux du sujet. Contrairement au film Philadelphia, qui a été créé en même temps, Les soldats de l'espérance décrit des événements réels, y compris le conflit entre des chercheurs idéalistes et intéressés par le profit.
Toutes les stars ayant participé au film ont fait don de leur salaire à la lutte contre la SIDA

## Récompenses
Le film remporta vingt nominations et neuf récompenses, dont le Grand Prix spécial du Jury au Festival mondial du film de Montréal en 1993 et troisEmmy Award en 1994.

## Fiche technique
Sauf indication contraire, les informations mentionnées dans cette section peuvent être confirmées par la base de données cinématographiques IMDb,  présente dans la section « Liens externes ».
- Titre original : And the Band Played On
- Titre français : Les Soldats de l'espérance
- Réalisateur : Roger Spottiswoode
- Scénariste : Arnold Schulman
- Montage : Lois Freeman-Fox
- Costumes : Patti Callicott
- Direction artistique : Lee Mayman
- Décors : Victoria Paul
- Musique : Carter Burwell
- Sociétés de production : HBO, Odyssey Motion Pictures, Spelling Entertainment
- Distribution : CIPA (France), HBO (États-Unis)
- Langues originales : anglais, français et danois
- Format : 1,85:1
- Genre : drame
- Format : couleur - 1.85:1 - 35 mm
- Durée : 141 minutes
- Dates de sortie :
  - États-Unis : 11 septembre 1993 (diffusion sur HBO)
  - France : 23 novembre 1994 (au cinéma)

## Distribution
- Matthew Modine (VQ : Daniel Picard) : Dr Donald Francis
- Alan Alda (VQ : Alain Clavier) : Dr Robert Gallo
- Patrick Bauchau : Dr Luc Montagnier
- Nathalie Baye : Dr Françoise Barré
- Christian Clemenson (VQ : Pierre Auger) : Dr Dale Lawrence
- David Clennon : Mr. Johnstone
- Phil Collins : Eddie Papasano
- Bud Cort : propriétaire du magasin d'antiquités
- Alex Courtney : Dr Mika Popovic
- David Dukes : Dr Mervyn Silverman
- Richard Gere (VQ : Jean-Luc Montminy) : le chorégraphe
- David Marshall Grant : Dennis Seeley
- Ronald Guttman : Dr Jean-Claude Chermann
- Glenne Headly (VQ : Natalie Hamel-Roy) : Dr Mary Guinan
- Anjelica Huston (VQ : Élise Bertrand) : Dr Betsy Reisz
- Ken Jenkins : Dr Dennis Donohue
- Richard Jenkins (VQ : Yves Massicotte) : Dr Marc Conant
- Tchéky Karyo (VQ : Lui-même) : Dr Willy Rozenbaum
- Swoosie Kurtz : Mrs. Johnstone
- Jack Laufer : Brian McDonough
- Donal Logue (VQ : Gilbert Lachance) : Bobbi Campbell
- Steve Martin (VQ : Vincent Davy) : le frère
- Richard Masur (VQ : Jean-Marie Moncelet) : William W. Darrow, PhD
- Dakin Matthews : Phil Burton
- Ian McKellen (VQ : Daniel Roussel) : Bill Kraus
- Peter McRobbie : Dr Max Essex
- Lawrence Monoson : Chip
- Jeffrey Nordling : Gaetan Dugas
- Saul Rubinek (VQ : Guy Nadon) : Dr Jim Curran
- Charles Martin Smith (VQ : Luis de Cespedes) : Dr Harold Jaffe
- Stephen Spinella : Brandy Alexander
- Lily Tomlin (VQ : Madeleine Arsenault) : Dr Selma Dritz
- B.D. Wong : Kico Govantes
- Walter Addison : chef de la banque du sang
- Jill Andre : porte-parole de la Croix-Rouge
- Alan Barry : patient hémophile
- Neal Benari : Dr Tom Spira (comme Neal Ben-Ari)
- David Dean Bottrell : homme n°3
- Rico Bueno : patient de l’hôpital Bellevue
- Bill Carmichael : Delivery Man
- Christopher Carroll : Dr Aaron Kellner
- Reg E. Cathey : docteur n°2 du staff
- John Del Regno : Man in Grand Central
- John Durbin : 6e homme
- Mogens Eckert : chef (Copenhague)
- Carey Eidel : joueur de tennis
- Robert Briscoe Evans : 2e reporter
- Richard Fancy (en) : Dr Michael Gottlieb
- Keythe Farley : technicien du labo
- Christopher John Fields : avocat
- Dave Florek : Doughnut Shop Counterman
- Niki Gilbert : Sudanese Girl
- Yasmine Golchan : Dr Françoise Brun-Vezinet
- Patrick Gorman : Charles Dauget
- James Greene : Dr Alvin Freedman-Kien
- Jeff Hayenga : Dr Bruce Voeller
- Daniel Henning : Blaine
- Ike Ikediashi : Sudanese Boy
- Laura Innes : Hemophiliac Representative
- Laura James : Margaret Heckler
- Michael Kearns : Cleve
- Erasor Kemie : Sudanese Student
- Jack Kenny : San Francisco Activist
- Thomas Kopache : Blood Bank Executive
- Clyde Kusatsu  : Blood Bank Executive
- Frank Li'Bay : Desk Clerk
- Rob LaBelle : Gay Rights Activist
- Neal Lerner : 1er homme
- René Le Vant : Blood Bank Executive
- Geoff Lower : Dr David Simpson
- Anthony Lucero : Mailroom Man
- James Mastrantonio : 8e homme
- Jon Matthews : Greg
- Rosemary Murphy : Blood Bank Executive
- Susanne Olsen : interne (Copenhague)
- Angela Paton : Woman in Denver
- Sierra Pecheur : femme reporter
- Miguel Pérez : reporter
- Martin Raymond : 4e homme
- Jeremy Regan : Ticket Seller
- Robert Martin Robinson	: Chief Administrator (French)
- Valeri Ross :  Jim's Secretary
- Hildur Ruriks : Female Danish 2nd Executive
- Tom Schanley : serveur
- Sean Whitesell : Country Club Attendant
- Michael Winters : Middle-aged Man
- William Wintersole : Dr Paul Florino
- Lenny Wolpe : Dr Joseph Bove

Version québécoise (VQ) sur Doublage Québec

## Production
Le tournage a lieu à San Francisco (Californie).